# Michu (Silla)

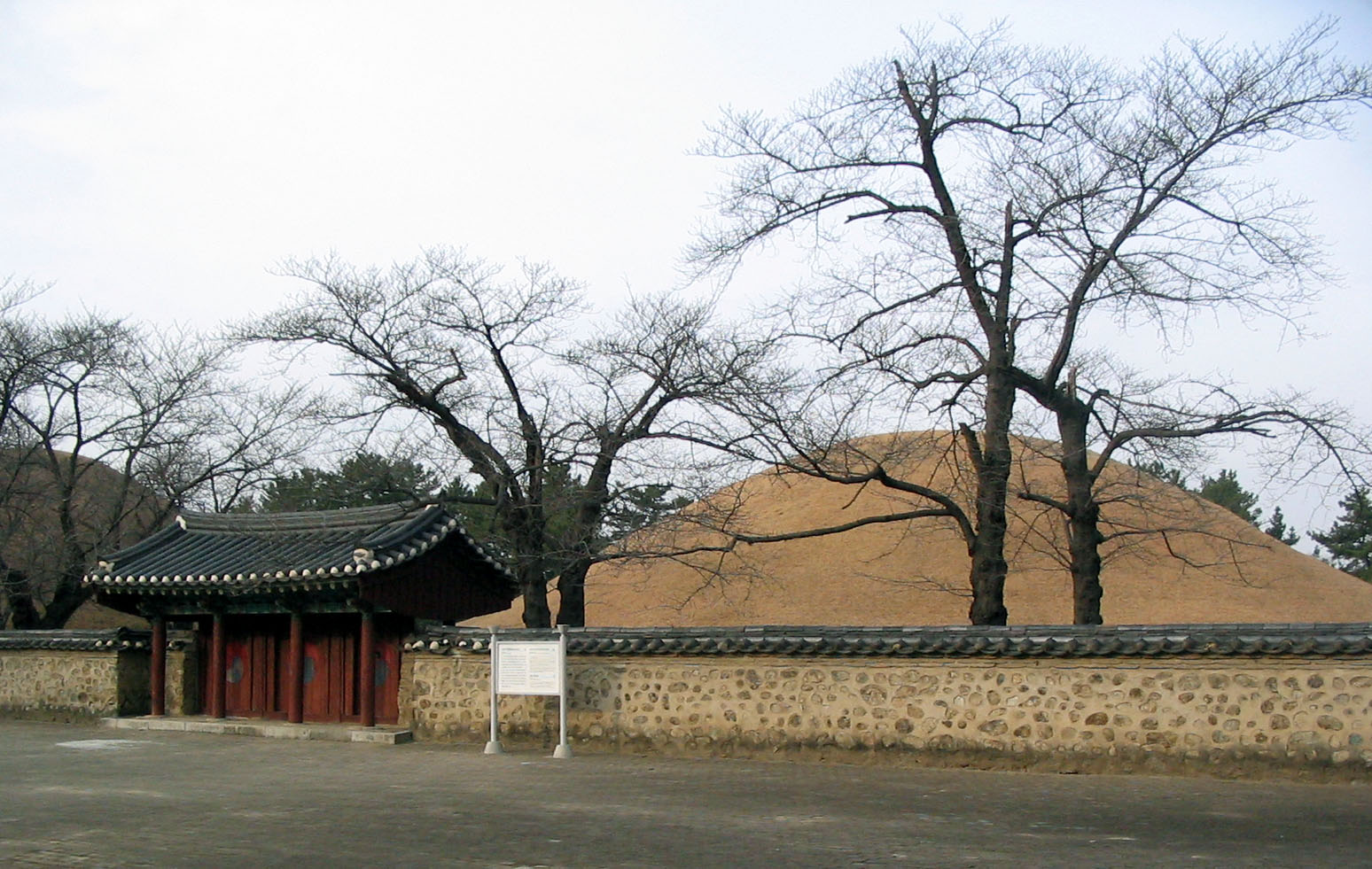
Hügelgrab von Michu in Daereungwon

Michu Isageum war der 13. Herrscher des koreanischen Königreichs Silla. Er regierte von 262 bis 284 n. Chr. und war der Begründer der Kim-Dynastie. Aus dieser gingen insgesamt 38 Könige Sillas hervor.
Den Überlieferungen zufolge war er der Sohn von Kim Kudo und siebter Nachkomme in direkter Linie männlicher Vorfahren von Kim Alji, dem mythischen Ahnherrn der Kims. Diese Abstammung diente als Legitimation für die Thronbesteigung Michus. In seiner Amtszeit wehrte Michu die Invasion von Baekje ab und entwickelte die Landwirtschaft.
Michus Grab ist Teil der Daereungwon-Anlage in der südkoreanischen Stadt Gyeongju, der alten Hauptstadt Sillas. Als die Japaner während der Regentschaft seines Nachfolgers Yuryes in Silla einfielen, sollen der Legende nach Soldaten mit Bambusblättern in den Ohren aus dem Grab gekommen sein und die Invasoren geschlagen haben. Das Grab wurde 1974 archäologisch untersucht. Im Grab des Königs fanden die Archäologen der 1973 gegründeten Gyeongju Michu Royal Tomb Area Excavation Research Group unter anderem ein goldenes Schwert (Geumjegamjangbogeom), das eine in Korea ungewöhnliche Form hat. Seine Verzierungen erinnern an einen westlichen Stil, was auf einen kulturellen Austausch mit Europa oder Zentralasien in dieser Zeit hindeutet. Aus demselben Grab stammt ein Tongefäß (Nationaler Schatz Nr. 195) mit kleinen Figuren.
Hyegong, der 36. König Sillas (765–780), ließ den Omyo errichten, einen Schrein in Gyeongju, in dem Michu und vier weitere frühere Könige verehrt werden.